# K3 League (2020)
Die K3 League ist die seit Anfang 2020 existierende erste Halbprofiliga Südkoreas. Sie wurde im Zuge von Strukturreformen ins Leben gerufen.

## Geschichte

### Vorgeschichte
1964 wurde mit der Korea Semi-Professional Football League ein Halbprofiwettbewerb ins Leben gerufen, der bis 2002 existierte. 2003 wurde sie durch den Ligawettbewerb Korea National League ersetzt. Im Laufe der Zeit traten mehr und mehr Verein dem Verband bei. Zwischenzeitlich spielten in der KNL bis zu 15 Vereine in einer Spielzeit. Mit der Gründung der K League Challenge im Jahr 2013 sank die Anzahl an Vereinen in der KNL. Ab 2017 spielten nur noch acht Vereine in der Liga. Gleichzeitig entwickelte sich die Amateurliga K3 League hin zu einer Halbprofiliga. 2015 wurden die Strukturreformpläne der KFA vorgestellt, in der die KNL und K3 League zusammengelegt werden sollen. Ende 2019 lösten sich die KNL sowie beide K3 Leagues auf und wurden durch zwei neue Halbprofiligen ersetzt.

### Lizenzierungsphase
Damit die neue K3 League gegründet werden konnte, mussten die KNL-Mitglieder die Auflösung ihrer Liga zustimmen. Aufgrund der neuen Bestimmungen der K3 League gab es allerdings Probleme, da nicht alle Mitglieder bereit waren diese zu akzeptieren. Später gab aber die KNL bekannt, dass alle Mitglieder der Auflösung zugestimmt hätten. Ende 2019 wurden die K3 League Advance und K3 League Basic ebenfalls aufgelöst und die Vereine reichten ihren Lizenzanträge ein.
Während der Lizenzierungsphase kam es allerdings zu Unruhen, da zwischenzeitlich nur sechs der acht KNL-Mitglieder ihren Antrag einreichten. Hinzu kam, dass ein Antrag fehlerhaft war. Am 16. Oktober reichten Gimhae City FC und Changwon City FC ihre Anträge nach. Gangneung City FC erklärte währenddessen, dass sie an der neuen K3 League nicht teilnehmen möchten. Später wurde bekannt, dass Gangneung doch an der Liga teilnehmen möchte.
Während der Lizenzierungsphase existierten auch Gerüchte über eine Gründung und Teilnahme eines Vereins auf Geoje, welcher kurz darauf aber dementiert wurde. Cheongju FC reichte zudem den Antrag ein, im Falle einer Aufnahme in der K League, den Ligastartplatz mit einer 2. Mannschaft belegen zu wollen. Die K League lehnte allerdings den Antrag ab, weshalb der Verein den Ligastartplatz der ursprünglich geplanten 2. Mannschaft übernahm.
Insgesamt bekamen 30 Mannschaften (8 KNL- & 20 K3- & 2 neugegründete) die Lizenz zur Ligateilnahme an den beiden neuen Halbprofiligen. Pyeongchang FC gab bekannt, an der Spielzeit 2020 aus vereinsinternen Gründen nicht teilnehmen zu wollen.

### Geschichte
Am 12. Dezember 2019 gab die KFA bekannt, welche Vereine in welcher Liga antreten werden, später gab die KFA bekannt, in welchem Modus gespielt werden sollte. Anfang Februar wurde das K3 League-Logo vorgestellt. Zudem änderte Cheonan City FC seinen Vereinsnamen in Cheonan FC um.

## Lizenz

### Lizenzbedingung
Um an der K3 League teilnehmen zu können, muss jeder Verein Lizenzbestimmungen erfüllen, diese wären:
- Heimspielstätte muss eine Mindestkapazität von 1.000 Plätzen haben
- Verein muss U18-, U15- und U12-Mannschaft unterhalten
- Beleuchtungssystem in Heimspielstätte; mind. 1.000 Lux
- Trainer müssen AFC-A-Lizenz besitzen
- Vereine müssen unabhängig aufgestellt werden

## Teilnehmer und ihre Spielstätten
| Verein                              | Stadt          | Trainer         | Heimstadion                             | In der Liga seit | Vorjahresplatzierung |
| K3 League 2022                      | K3 League 2022 | K3 League 2022  | K3 League 2022                          | K3 League 2022   | K3 League 2022       |
| ----------------------------------- | -------------- | --------------- | --------------------------------------- | ---------------- | -------------------- |
| Cheongju FC                         | Cheongju       | Seo Won-sang    | Cheongju-Stadion                        | 2020             | 11. Platz            |
| Gyeongju KHNP FC                    | Gyeongju       | Seo Bo-won      | Gyeongju-Stadion                        | 2020             | Viertelfinale        |
| Yangju Citizen FC                   | Yangju         | Park Seong-bae  | Yangju-Gudeok-Stadion                   | 2020             | 14. Platz            |
| Hwaseong FC                         | Hwaseong       | Kim Hak-cheol   | Hwaseong-Stadion                        | 2020             | 12. Platz            |
| Busan Transportation Corporation FC | Busan          | Kim Kwi-hwa     | Busan-Gudeok-Stadion                    | 2020             | 6. Platz             |
| Changwon City FC                    | Changwon       | Choi Kyeong-don | Changwon-Fußballcenter                  | 2020             | 8. Platz             |
| Cheonan City FC                     | Cheonan        | Kim Tae-yeong   | Cheonan-Fußballcenter                   | 2020             | Finalist             |
| Daejeon Korail FC                   | Daejeon        | Kim Seung-heui  | Daejeon-World-Cup-Stadion-Ersatzstadion | 2020             | 9. Platz             |
| Gangneung City FC                   | Gangneung      | Kim Do-keun     | Gangneung-Stadion                       | 2020             | 13. Platz            |
| Gimhae City FC                      | Gimhae         | Yun Seong-hyo   | Gimhae-Stadion                          | 2020             | 5. Platz             |
| FC Mokpo                            | Mokpo          | Jeong Hyeon-ho  | Internationales Fußball-Center Mokpo    | 2020             | Halbfinale           |
| Ulsan Citizen FC                    | Ulsan          | Yun Kyun-sang   | Ulsan-Stadion                           | 2021             | 7. Platz             |
| Paju Citizen FC                     | Paju           | Lee Eun-no      | Paju-Stadion                            | 2021             | 10. Platz            |
| FC Pocheon                          | Pocheon        | Jo Man-keum     | Pocheon-Stadion                         | 2022             | Aufsteiger           |
| Siheung Citizen FC                  | Siheung        | Park Seung-su   | Siheung-Stadion                         | 2022             | Aufsteiger           |
| Dangjin Citizen FC                  | Dangjin        | Han Sang-min    | Dangjin-Stadion                         | 2022             | Aufsteiger           |

### Ligagewinner
| Spielzeit | Ligagewinner   | Finalist         | Torschützenkönig        | Anzahl d. Vereine | Zuschauer insg.                     | Ligaschnitt |
| --------- | -------------- | ---------------- | ----------------------- | ----------------- | ----------------------------------- | ----------- |
| 2020      | Gimhae City FC | Gyeongju KHNP FC | Choi Yong-woo (15 Tore) | 16                | Coronabedingt, meist ohne Zuschauer | -           |
| 2021      | Gimpo FC       | Cheonan City FC  | Kim Jong-seok (22 Tore) | 15                | 32.927                              | 154         |
| 2022      |                |                  |                         | 16                |                                     |             |